# Pierre Bernard (journaliste)
Pour les articles homonymes, voir Bernard et Pierre Bernard.
Pierre Bernard (1810-1876) est littérateur et un journaliste français.